# Sa plus belle vengeance

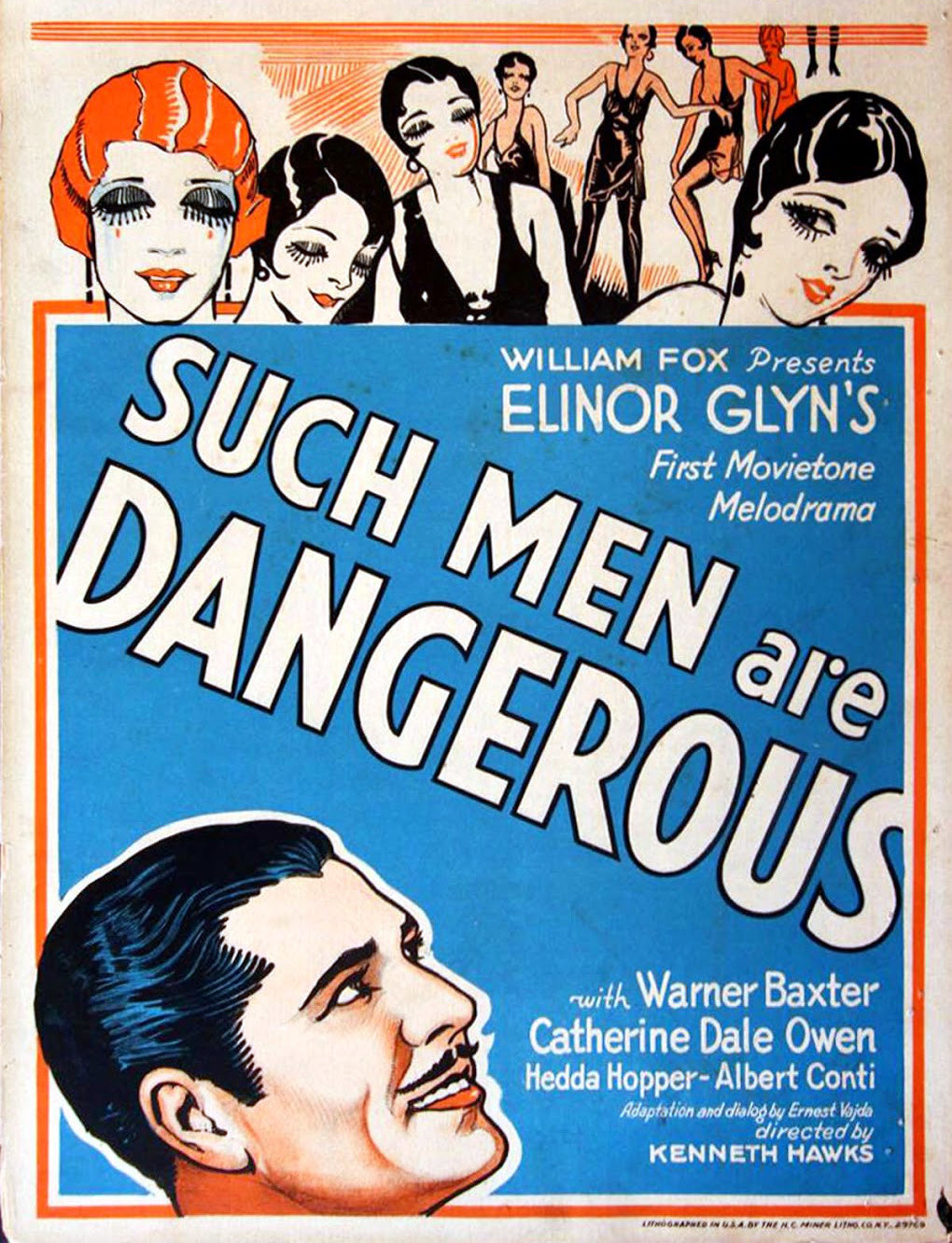
Affiche du film

Sa plus belle vengeance (Such Men Are Dangerous) est un film américain réalisé par Kenneth Hawks et sorti en 1930. 
Le film est adapté d'une nouvelle d'Elinor Glyn qui est basée sur l'histoire réelle de la disparition du banquier belge Alfred Loewenstein en 1928, qui est tombé de son avion lors d'un vol au-dessus de la Manche,. La Film Fox Corporation sort le film le 9 mars 1930, peu après un accident aérien qui a causé la mort de 10 membres de l'équipe de tournage dont le réalisateur.

## Synopsis
Elinor, encouragée par sa sœur ambitieuse, accepte à contrecœur d'épouser le riche homme d'affaires Ludwig Kranz. Cependant, elle est repoussée par son apparence physique et sa personnalité distante et matérialiste. Incapable d'assumer ce mariage, Elinor s'enfuit lors durant leur nuit de noces.
Kranz complote avec colère sa vengeance, loue un avion et se dirige vers la Manche où il abandonne l'avion en parachute afin de simuler sa propre mort. Kranz se rend à Berlin et soudoie un chirurgien plasticien, le Dr Goodman, a qui il demande de lui refaire le visage. Après des mois de travail, Kranz se transforme en un homme différent et beaucoup plus séduisant. Avec une fausse identité, Kranz retourne en Angleterre et cherche Elinor, avec l'intention de la séduire puis de l'humilier. Avec son nouveau visage, Kranz adopte un caractère plus chaleureux et plus séduisant, et intérieurement son caractère commence à s'adoucir. Elinor tombe amoureuse de lui et à sa grande surprise, il découvre que ses sentiments pour elle vont dans le même sens.
Kranz se rend compte qu'Elinor ne l'a jamais épousé pour sa richesse et que c'est son caractère froid et sans cœur qui l'a repoussé la première fois. Kranz décide qu'il est prêt à oublier le passé et se lance dans sa nouvelle vie avec Elinor.

## Fiche technique
- Titre original : Such Men Are Dangerous
- Réalisation : Kenneth Hawks
- Scénario : Ernest Vajda d'après une nouvelle d'Elinor Glyn
- Producteur : Al Rockett
- Production : Film Fox Corporation
- Photographie : George Eastman, L. William O'Connell, Conrad Wells
- Musique : Albert Hay Malotte
- Montage : Harold D. Schuster
- Genre : Mélodrame[4]
- Durée : 83 minutes
- Date de sortie : 
  - États-Unis : 9 mars 1930
  - France : 18 novembre 1932

## Distribution

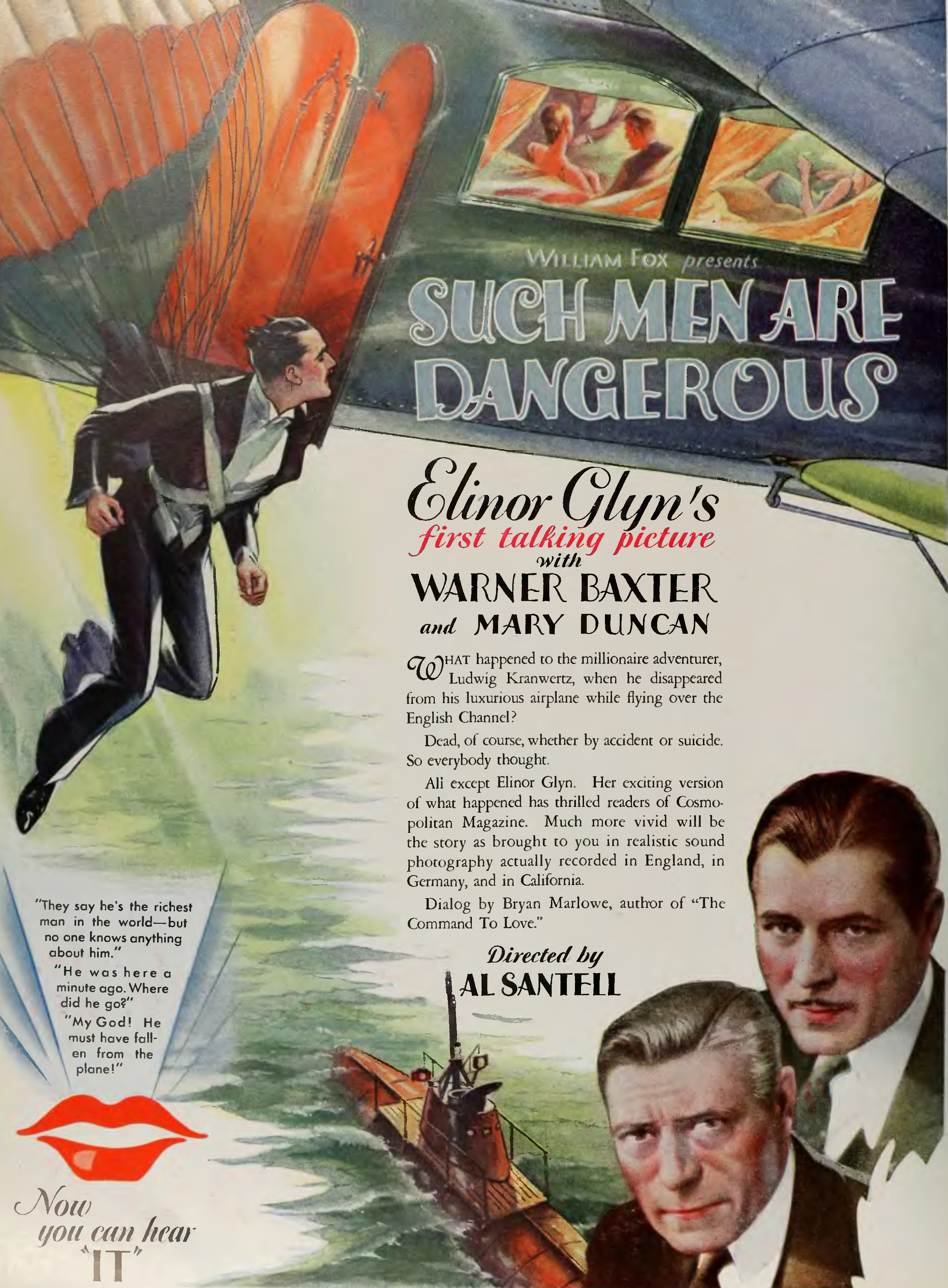
Publicité pour le film dans The Film Daily en 1929

- Warner Baxter : Ludwig Kranz / Pierre Villard
- Catherine Dale Owen : Elinor Kranz
- Hedda Hopper : Muriel Wyndham
- Claud Allister : Fred Wyndham
- Albert Conti : Paul Strohm
- Bela Lugosi : Dr. Goodman